# 粉背叶人字果
粉背叶人字果（学名：Dichocarpum hypoglaucum），为毛茛科人字果属下的一个植物种。